# کالج‌های آلامو
کالج‌های آلامو (به انگلیسی: The Alamo Colleges) نام یک سامانه دانشگاه مقطع کارشناسی و کاردانی در ایالت تگزاس است.
این سامانه دانشگاهی در شهرستان بیر، تگزاس قرار دارد، و متشکل از ۵ شعبه اصلی است:
- کالج نورث‌ایسترن لیک‌ویو
- کالج نورث‌وست ویستا
- کالج پالو آلتو
- کالج سن آنتونیو
- کالج سنت فیلیپس

در شهرهای دور و اطراف نیز شعبات فرعی وجود دارند.
در سال ۲۰۱۰ از مجموعاً ۶۳۰۰۰ دانشجو در این سامانه ثبت نام به عمل آمد.

## اهداف
اهداف تبیین شدهٔ کالج تربیت نیروی کار برای مراکز صنعت در سطح شهر و ایالت، و نیز تربیت نیروی جدید برای ورود به موسسات پیشرفته تر می‌باشد.

## نگارخانه

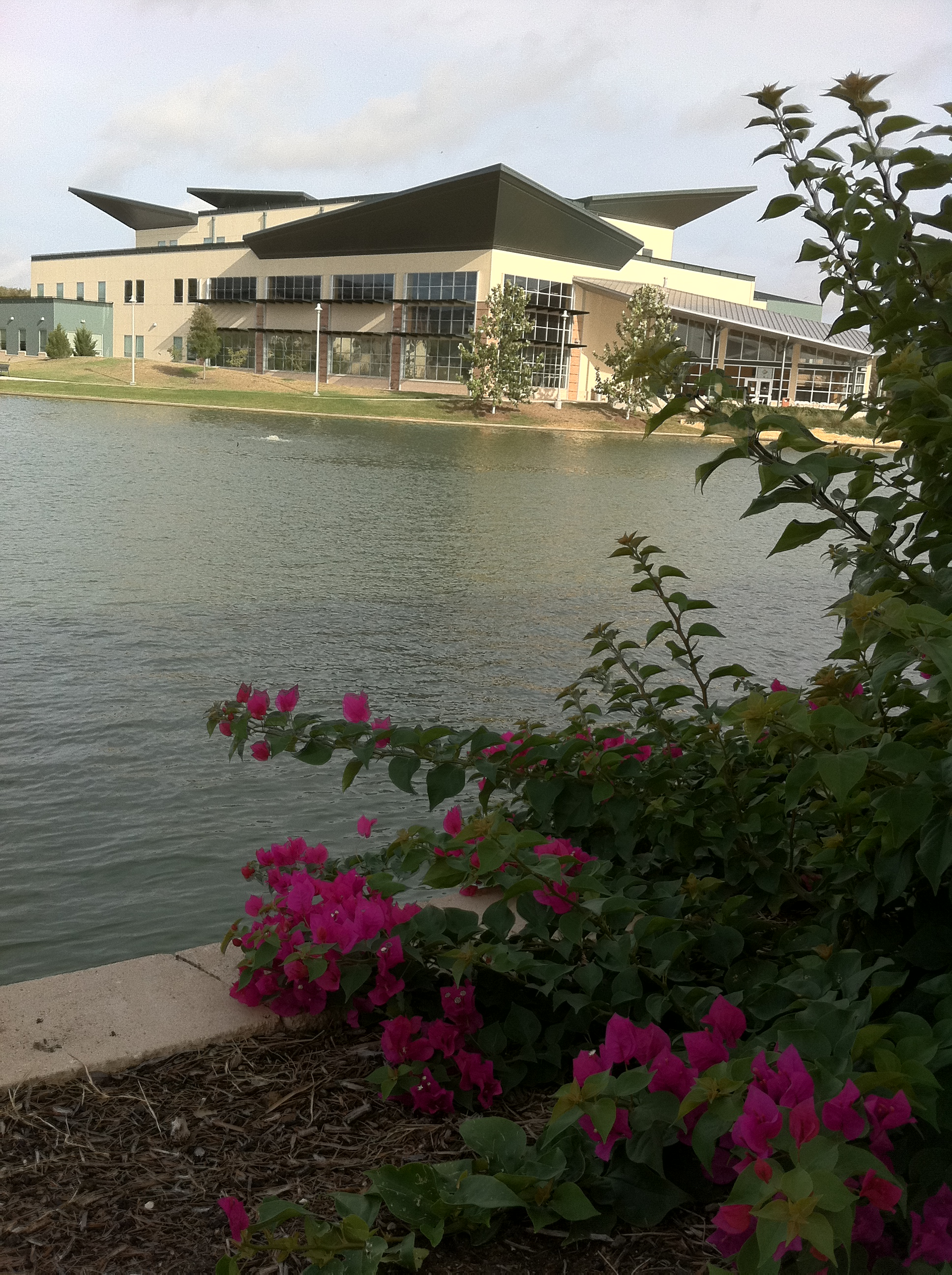
کالج نورث‌وست ویستا
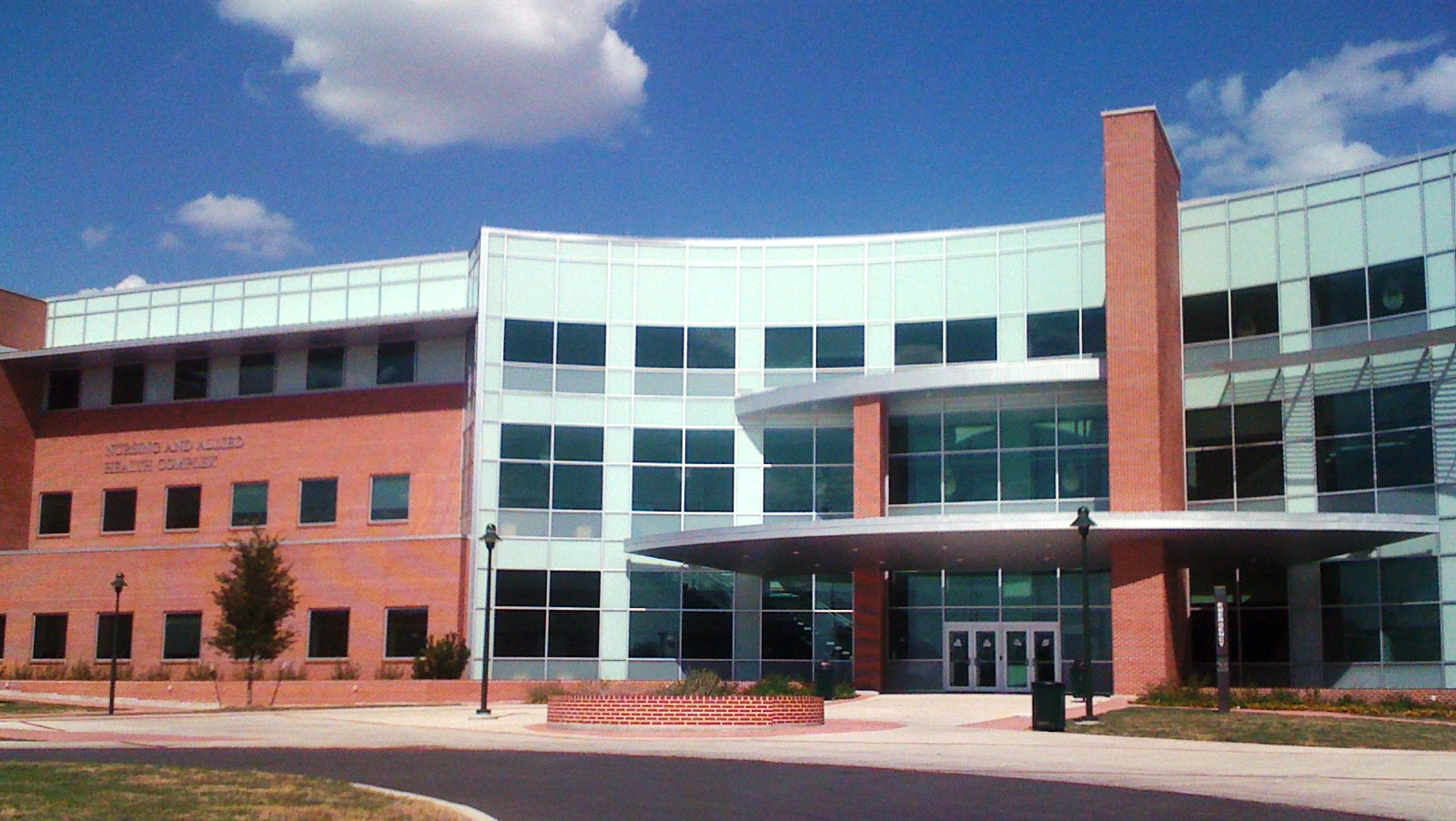
دانشکده پرستاری
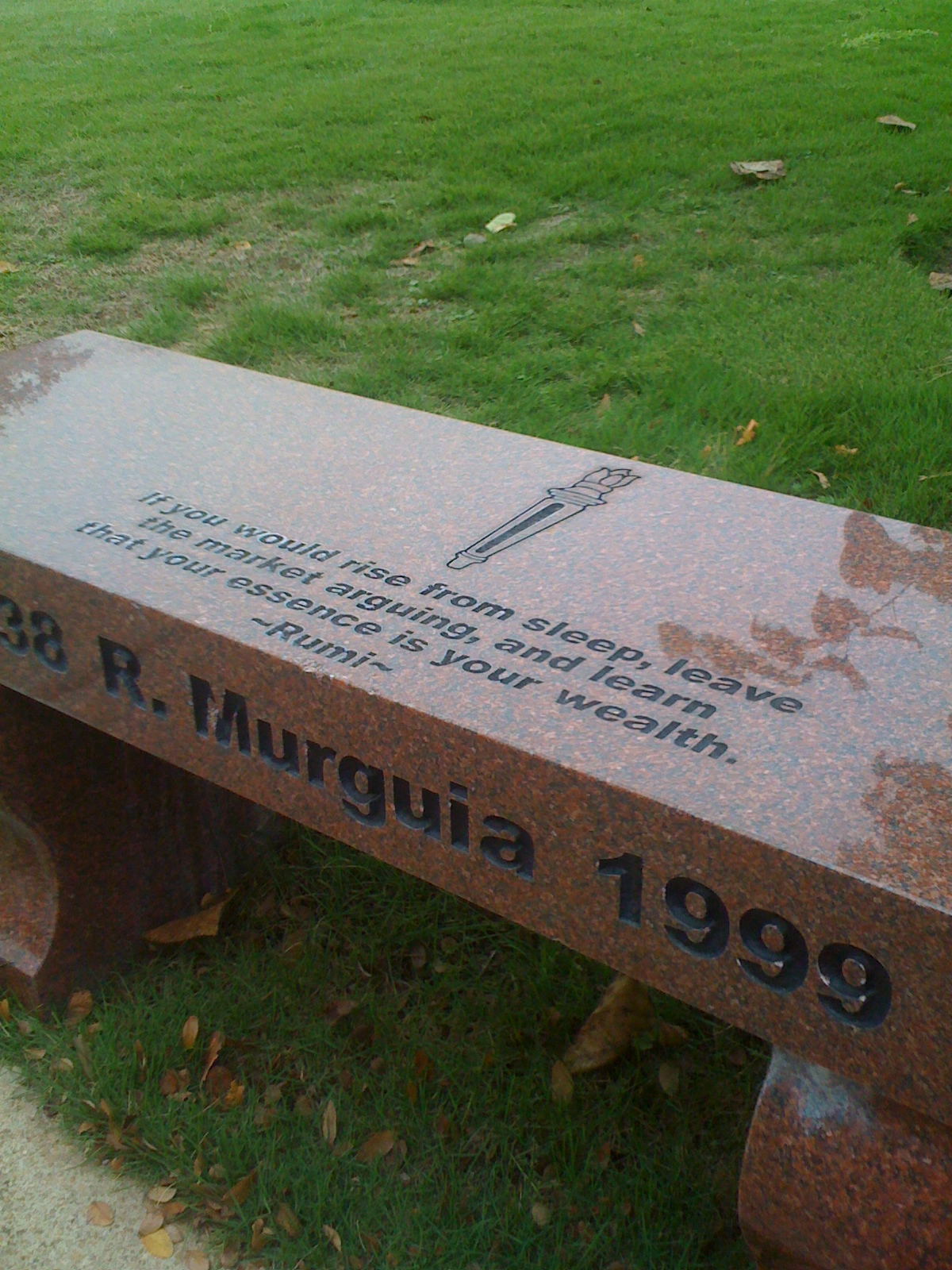
اشعار مولانا
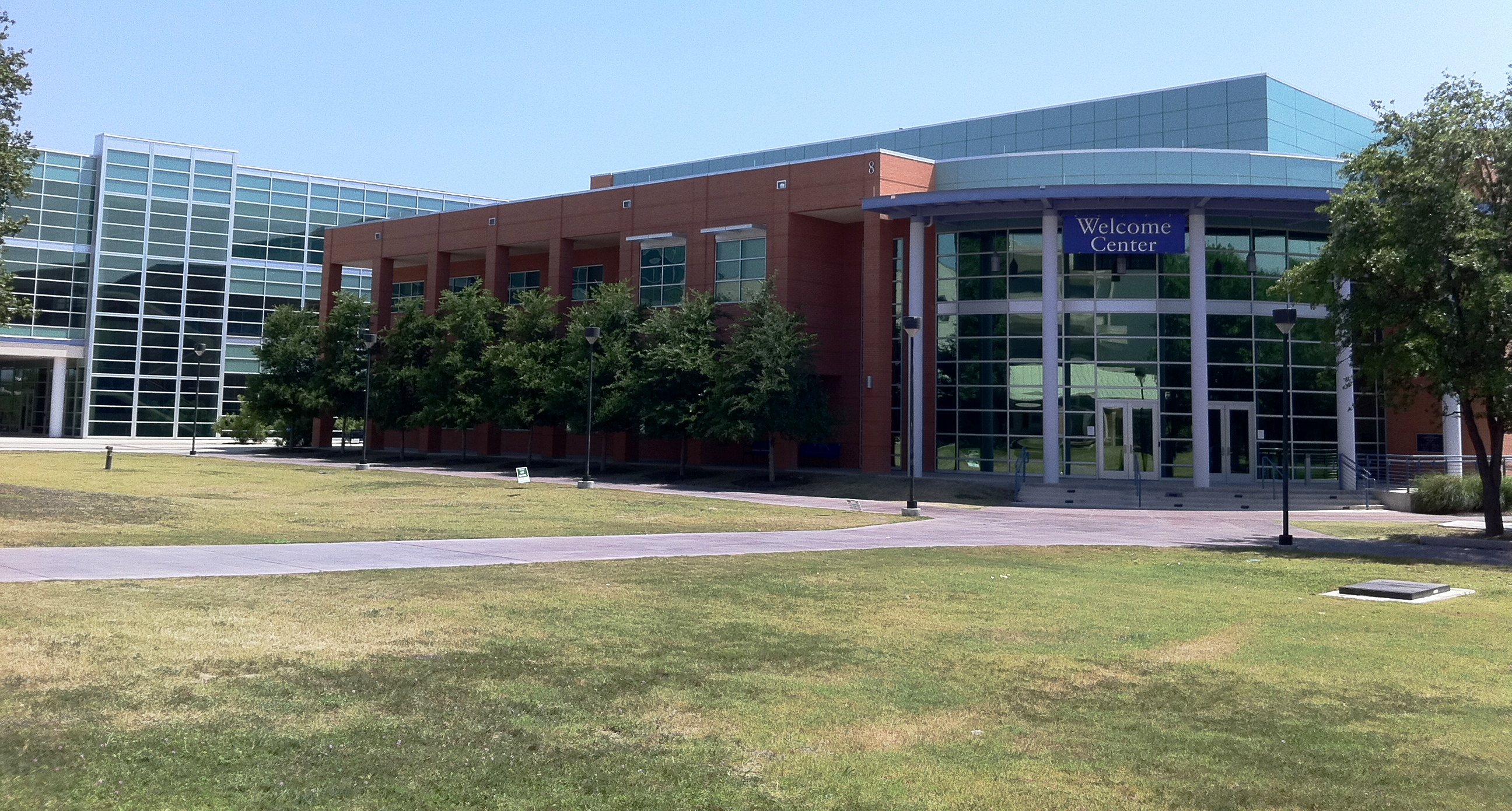
کالج سنت فیلیپس